# Cristòfol Huguet Sintes
Cristòfol Huguet Sintes (Es Mercadal, 3 d'abril de 1945) és un polític menorquí. És funcionari de l'Administració de Ports de l'Estat i cap de secció a l'Administració de la CAIB. Entre 1991 i 1995 fou el President de la Comissió Insular d'Urbanisme de Menorca.
Fou diputat al Parlament les legislatures 1991-1995, 1999-2003 i 2007-2011 i director general d'Ordenació del Territori i Litoral (reanomenat durant el mandat com a director general d'Ordenació del Territori i Urbanisme) entre 1998 i 1999. Al 2003 fou nomenat primer director general de Ports, que va mantenir fins al maig de 2004. Entre els anys 2004 i 2007 fou conseller de Treball i Formació del Govern de les Illes Balears presidit per Jaume Matas. El 2011 fou imputat per presumpta corrupció en l'adjudicació de les obres del nou port de Ciutadella. Però dos mesos després, fou archivada la seva imputació en aquesta peça separada del Cas Mar Blau.
Després de conèixer la seva desimputació manifestava que estava de sortida de la política per a la seva edat. No obstant això, vuit dies després, el 16 de setembre de 2011 fou nomenat per Santiago Tadeo com a conseller insular d'Ordenació del Territori de Menorca, com a càrrec no electe, competència que assumia aleshores el mateix president Tadeo.